# アルバート・クレイリー

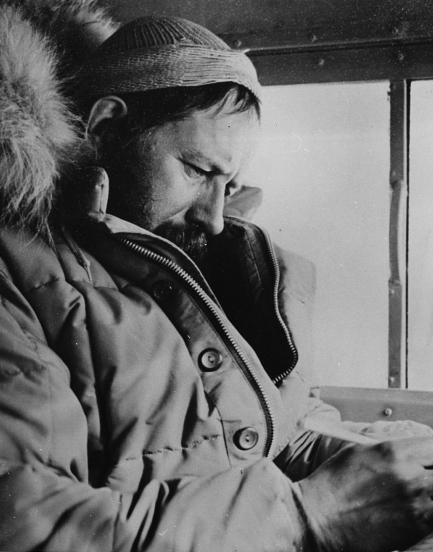
アルバート・パドック・クレイリー

アルバート・パドック・クレイリー（Albert Paddock Crary、1911年 - 1987年）は、アメリカ合衆国の先駆的な極地地球物理学者、雪氷学者。
1952年5月3日には、ジョセフ・O・フレッチャー (Joseph O. Fletcher) やウィリアム・パーシング・ベネディクト (William Pershing Benedict) と一緒に北極点に到達し、次いで1961年2月12日には、8人編成のチームを率いて南極点にも到達した。南極点行きの探検では、トレイラー付きの雪上車3台を使い、1960年12月10日にマクマード基地を出発した。クレイリーが率いた隊は、アムンセン隊、スコット隊、ヒラリー隊、フックス隊、ボストーク基地から出発した、1959/1960年のロシア隊、アンテロ・ハボラ (Antero Havola) が率いた最初の米国隊に続き、陸路による探検隊としては史上7番目に南極点に達した。
クレイリーは知的でウィットに富み、技術にも優れ、極地研究探検隊の指揮者として広く尊敬された。1963年には、南極探検の功績に対して、王立地理学会から金メダル（パトロンズ・メダル）を贈られた。

## 経歴
クレイリーは、1911年にニューヨーク州の農場経営者の家庭に倦まれた。7人きょうだいの上から2番目のこどもであった。ニューヨーク州カントン (Canton) のセント・ローレンス大学 (St. Lawrence University) で、物理学を専攻し、地質学を学んだ。1931年、Phi Beta Kappa に認められる最優秀の成績で大学を卒業し、さらに物理学での修士号取得を目指してリーハイ大学 (Lehigh University) に進んだ。南北両極地における長年の研究を終えた後は、ワシントンD.C.に妻子とともに定住した。
クレイリーは、1987年に死去した。

## 伝統
1991年、合衆国南極プログラム (USAP) を運営するアメリカ国立科学財団 (NSF) は、クレイリーを記念し、その名を冠した芸術的な設計の実験棟アルバート・P・クレイリー科学技術センター (Albert P. Crary Science and Engineering Center, CSEC) をマクマード基地に開設した。クレイリーの名は、南極大陸にあるクレイリー山地 (Crary Mountains)（南緯76度48分、西経117度40分）やクレイリー・アイスライズ (Crary Ice Rise) に遺されている。

## 貢献
クレイリーは、自らの専門分野に様々な重要な形で貢献をした。
- 北極海氷島T3に関する主任科学者、1952年 - 1955年
- 国際地球観測年のための合衆国地質学本部（the United States Geological Headquarters）の設立、 1955年
- 1957年の国際地球観測年に参加した合衆国科学者団の副代表
- ロス棚氷を横断した地震調査隊の隊長、1957年 - 1958年
- リトル・アメリアV (Little America V) から西へ進み、スケルトン氷河 (Skelton Glacier) を遡上してヴィクトリアランド高原 (the Victoria Land plateau) に達し、南緯78度線沿いに西へ進んでおよそ東経131度30分まで到達した地球物理学調査隊の隊長、1958年 - 1959年
- マクマード基地から、スケルトン氷河を通り、南極点に達した地球物理学調査隊の隊長、1960年 - 1961年
- 合衆国南極プログラムの主任科学者、1960年 - 1968年
- アメリカ国立科学財団環境科学部門の副代表、後に代表、1969年 - 1978年
- 南極地名諮問委員会委員（1961年 - 1976年：うち座長、1974年 – 1976年）

クレイリーは、数多くの高名な研究者、有名な研究機関と一緒に仕事をしていた。
- コロムビア大学のモーリス・ユーイングやウッズホール海洋研究所はその例である。
- 野外実験の指揮者として、モーグル計画に参加していたジェームズ・ピープルズ (James Peoples) を助け、気象観測風船を使って、様々な種類の装置を実験的に使用し、大気圏上層部の音波の収集などを行なった。（ニューメキシコ州ロズウェルにおけるロズウェル事件を参照[2]）